# Bluegrass Beeg
Bluegrass Beeg was een cultureel akoestisch muziekfestival in de Nederlandse plaats Grevenbicht. Het festival werd georganiseerd door de Stichting Autisme Vriendelijk Limburg en had daardoor als kenmerk dat het autismevriendelijk was ingericht.

## Geschiedenis
Het festival werd vier keer georganiseerd van 2013 tot en met 2016, telkens in oktober. Muzikanten uit diverse landen brachten niet alleen akoestische bluegrassmuziek ten gehore, maar ook folk, country, klezmer, gypsy en Ierse volksmuziek. Per editie traden ongeveer 10 bands op die ongeveer 500 tot 600 bezoekers trokken.
Bluegrass Beeg werd georganiseerd door de werkgroep Bluegrass Beeg van Stichting Autisme Vriendelijk Limburg. Op 19 juni 2020 hadden zij gepland weer een festival te organiseren genaamd Beeg Folk Event, maar door de coronapandemie kon dat niet doorgaan.

## Opzet
Tijdens het festival waren er podiumoptredens die plaatsvonden in het gemeenschapshuis Oos Hoes in Grevenbicht. De bands streden hier voor de eer van beste band van het festival. De bezoekers van het festival brachten een stem uit en bepaalden zo wie muzikaal en qua presentatie de beste was.
Parallel aan de optredens werden workshops gegeven over onder andere muziekinstrumenten. Ook waren er activiteiten en workshops voor kinderen.
Het festival was autismevriendelijk ingericht: er waren maatregelen genomen om ook mensen met een vorm van autisme te kunnen ontvangen als bezoeker, vrijwilliger en/of als artiest. Organisatorische maatregelen waren onder andere goede infrastructuur en toegankelijkheid, ordelijke en structureerde omgeving, duidelijke bewegwijzering, overzichtelijk informatie, (professionele) ondersteuning en begeleiding, de beschikbaarheid van een prikkelarme ruimte, informatievoorziening door de Nederlandse Vereniging voor Autisme, een gereduceerde licht- en geluidproductie en de beschikbaarheid van een noodorganisatie.

## Publiekswinnaar
In 2013 werd de band Blue Maxx de eerste publiekswinnaar. In 2014 won Herring de publieksprijs, en 2015 gevolgd door Hayde uit Noorwegen. In het laatste jaar won het trio DreckPack uit Duitsland. De winnende bands kregen de mogelijkheid een eigen concert te verzorgen.